# Pavillon der Einheit
Der Pavillon der Einheit ist ein am 25. November 2015 eingeweihter Pavillon am Potsdamer Platz in Berlin. Seit 14. Februar 2021 steht der Pavillon auf dem Gelände der Südkoreanischen Botschaft.
Es handelt sich um den Nachbau eines sechseckigen Pavillons in der Gartenanlage des Königspalastes Changdeokgung (Pavillon Sangnyangjeong) aus der Joseon-Zeit (1392–1910) in der südkoreanischen Metropole Seoul.